# Quadro de evidências
Um quadro de evidências, também conhecido como "quadro de conspiração", "parede maluca" ou "mapa de assassinato", é um recurso de fundo comum em filmes e programas de TV de suspense e ficção policial. Ele apresenta uma colagem de mídia de diferentes fontes, fixada em um quadro de avisos ou presa a uma parede e frequentemente interconectada com barbante para marcar conexões. Um nome mais técnico relacionado a esses tipos de visualizações e gráficos dentro da aplicação da lei são os gráficos Anacapa, que são usados para análise de redes sociais.
Os painéis de evidências são associados na ficção tanto a atividades de detetive quanto a interesses obsessivos, incluindo aqueles de indivíduos delirantes que perseguem teorias da conspiração, daí os nomes alternativos.
Painéis de evidências podem ser vistos em inúmeras séries de TV, incluindo Homeland, Fargo, Sherlock, The Bridge e True Detective.
Os quadros de evidências também têm sido usados como uma ferramenta de ensino.